# Lucigadus acrolophus
Lucigadus acrolophus es una especie de pez de la familia Macrouridae en el orden de los Gadiformes.

## Morfología
• Los machos pueden llegar alcanzar los 18 cm de longitud total.

## Hábitat
Es un pez de aguas profundas que vive entre 405-450 m de profundidad.

## Distribución geográfica
Se encuentran en Nueva Caledonia.